# Lophoruza xylonota
Lophoruza xylonota là một loài bướm đêm trong họ Noctuidae.